# Polifem (syn Elatosa)
Polifem (także Polifemos, Polyfem, Polyfemos, Polifemus, Polyfemus; gr. Πολύφημος Polýphēmos, łac. Polyphemus) – w mitologii greckiej jeden z Argonautów i Lapitów oraz uczestników centauromachii.
Uchodził za syna Elatosa („boskim” ojcem był Posejdon) i Hippe oraz za brata Kajneusa. Według jednej z wersji był mężem Laonome, siostry Heraklesa, z którym łączyła go przyjaźń.